# LDK
LDK er forkortelsen for Kosovos Demokratiske Liga (albansk: Lidhja Demokratike e Kosovës), et politisk parti i Kosovo. Det er et konservativt/liberal-konservativt parti og det største højreorienterede parti i landet.
Partiet blev grundlagt i 1989, hvor Kosovo stadig var en del af Jugoslavien. På den tid var der stærke nationalistiske bevægelser i landet, og det gjaldt også i Kosovo. Den serbiske kommunistleder, Slobodan Milošević, modarbejdede dette for at opnå popularitet blandt serberne, og han indskrænkede selvbestemmelsen i Kosovo-provinsen. Det fik en gruppe kosovoalbanske intellektuelle med Ibrahim Rugova i spidsen til at samle sig og danne LDK. Partiet blev kendt ulovligt af de jugoslaviske myndigheder, men svarede igen med at udråbe en uafhængig Kosovo-republik. Denne blev ikke godkendt af de centrale myndigheder, men LDK havde held til at få de albanske vælgere til at boykotte det første frie valg i 1990. Det følgende år opfordrede partiet også til boykot af folketællingen, og det med så stor succes, at kun 9.091 albanere blev registreret (svarende til 2,53% af befolkningen – i skærende kontrast til resultatet af befolkningstællingen i 2000, hvor 92% af befolkningen var albanere).
LDK opfordrede derefter albanerne i landet til at boykotte alle statslige institutioner, alt imens de serbiske myndigheder på ny introducerede serbisk som officielt sprog i Kosovo, og spændingerne steg mellem de to befolkningsgrupper. LDK, som var bandlyst, fik flere og flere medlemmer blandt kosovoalbanere i blandt andet Zürich, Stuttgart og Bruxelles, og partiet fortsatte med at opretholde skyggeparlamentet i den republik, det selv havde oprettet, og LDK stod i spidsen for næsten alle albansk-baserede partiere i Jugoslavien. 
I 1992 arrangeredes med LDK som en af de centrale spillere en afstemning om uafhængighed for Kosovo, og den resulterede i, at 87% af albanerne stemte for. De centrale myndigheder accepterede ikke afstemningen, og da Serbien og Montenegro blev oprettet samme år, var albanernes svar at boykotte også denne nye stat på enhver måde. Efter afslutningen af den bosniske krig blev Kosovo ignoreret i forbindelse med Daytonaaftalen til stor fortrydelse for LDK. Omkring samme tidspunkt opstod der en mere militant modstand mod serberne organiseret i UÇK (Kosovos befrielsesbevægelse). LDK's holdning om fredelig modstand mistede efterhånden tilhængere, og det førte til Kosovo-krigen. LDK misbilligede stærkt grusomhederne mod albanere, men søgte på opfordring af USA fortsat forhandling med Beograd-regeringen. LDK's leder, Ibrahim Rugova, rejste i den forbindelse til Beograd for at forhandle med Milošević om større selvstyre, men denne forhandling mødte ikke forståelse blandt albanerne, og LDK's popularitet faldt yderligere. LDK var med til underskrivelsen af fredsaftalen ved afslutningen af krigen i 1999, idet partiet fortsat gik ind for uafhængighed til Kosovo.
Ved det første valg til parlamentet i 2004 opnåede partiet 45,4% af stemmerne og 47 ud af parlamentets 120 sæder og var dermed det største parti. De fleste øvrige partier så dog skævt til LDK og valgte PDK's Hashim Thaçi til premierminister, idet Ibrahim Rugova fra LDK i stedet fik præsidentposten. Ved de følgende valg tabte partiet mandater, idet det i 2007 opnåede 22,6% stemmer og 25 mandater. Ved valget i 2010 opnåede partiet en lille fremgang til 23,6% og 26 mandater.